# アイスランドカモメ

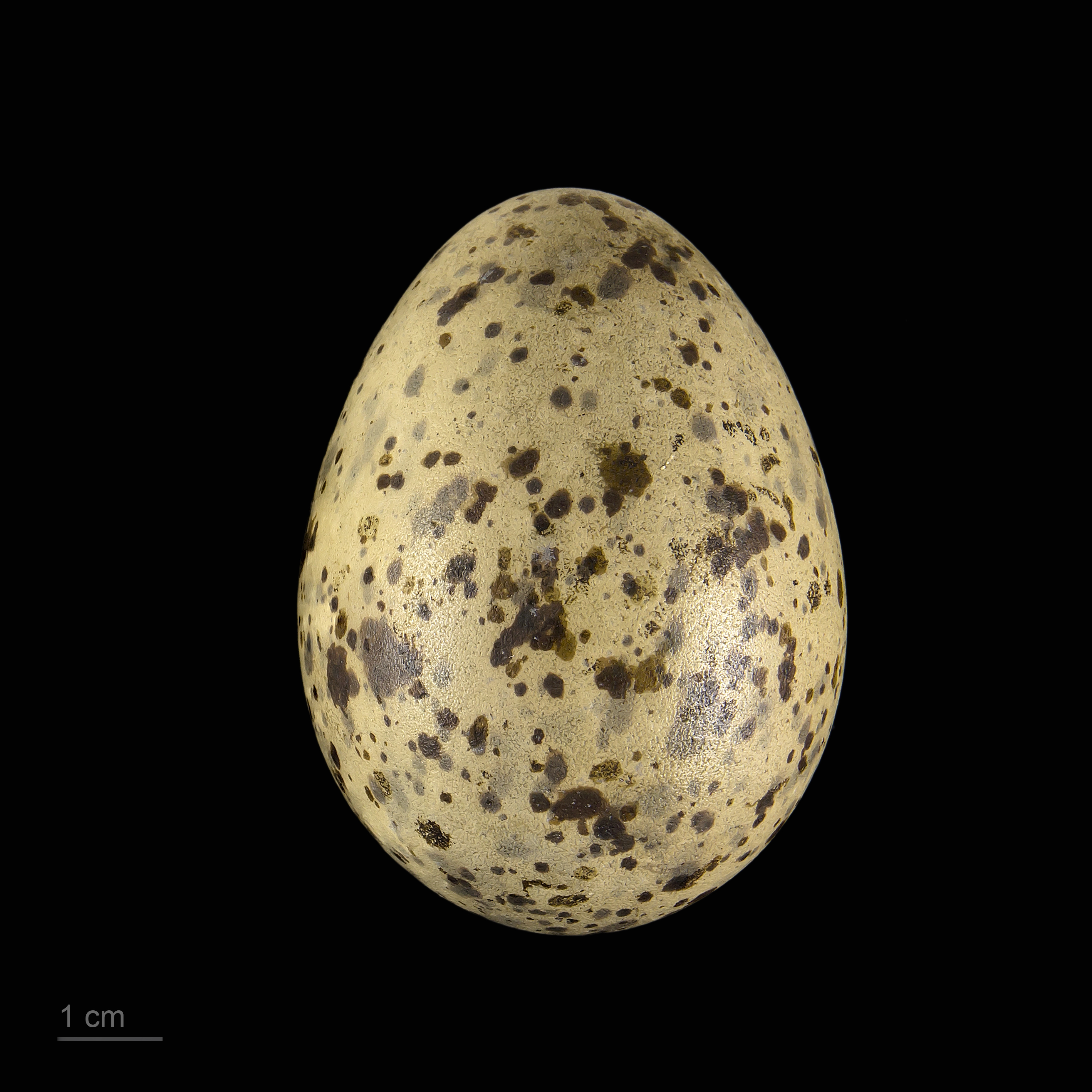
Larus glaucoides

アイスランドカモメ（氷島鴎、学名:Larus glaucoides）は、チドリ目カモメ科に分類される鳥類の一種。

## 分布
北極圏に分布し、カナダ北東部やグリーンランドで繁殖する。冬期はアメリカ東北部やアイスランド、イギリス等に渡り越冬する。名前に反して、アイスランドでは繁殖を行わない。
日本では冬に迷鳥して記録されているが、記録数は少ない。これまで記録されたのは、北海道と千葉県だけである。

## 形態
全長約56cm。全身やや青みがかかった灰白色だが、成鳥では頭から頸にかけて灰褐色斑がある。雌雄同色。嘴が他のカモメ類と比べて小ぶりで、頭部の形が丸みを帯びていることが本種の特徴である。

## 類似種と識別点
シロカモメと似ているが、本種の方がやや小型で、頭部の形が丸みを帯びていることと、翼の先端が尾端よりかなり突出していることで区別できる。
カナダカモメとは、翼の先端が白く体の上面の色がやや淡いことから区別できる。

## 亜種
- L. g. glaucoides
- L. g. kumlieni

等